# Drzwi motylkowe

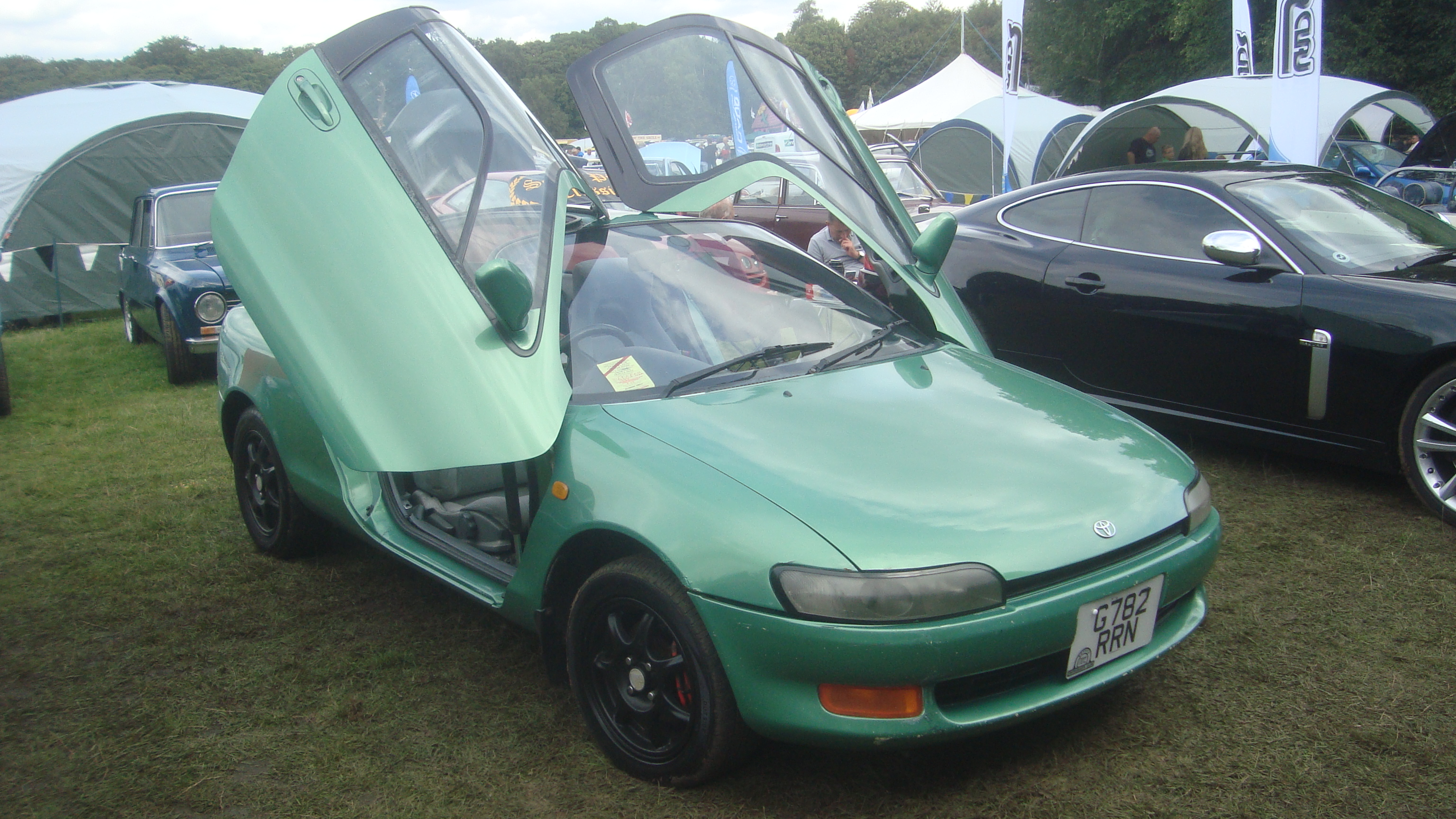
Toyota Sera

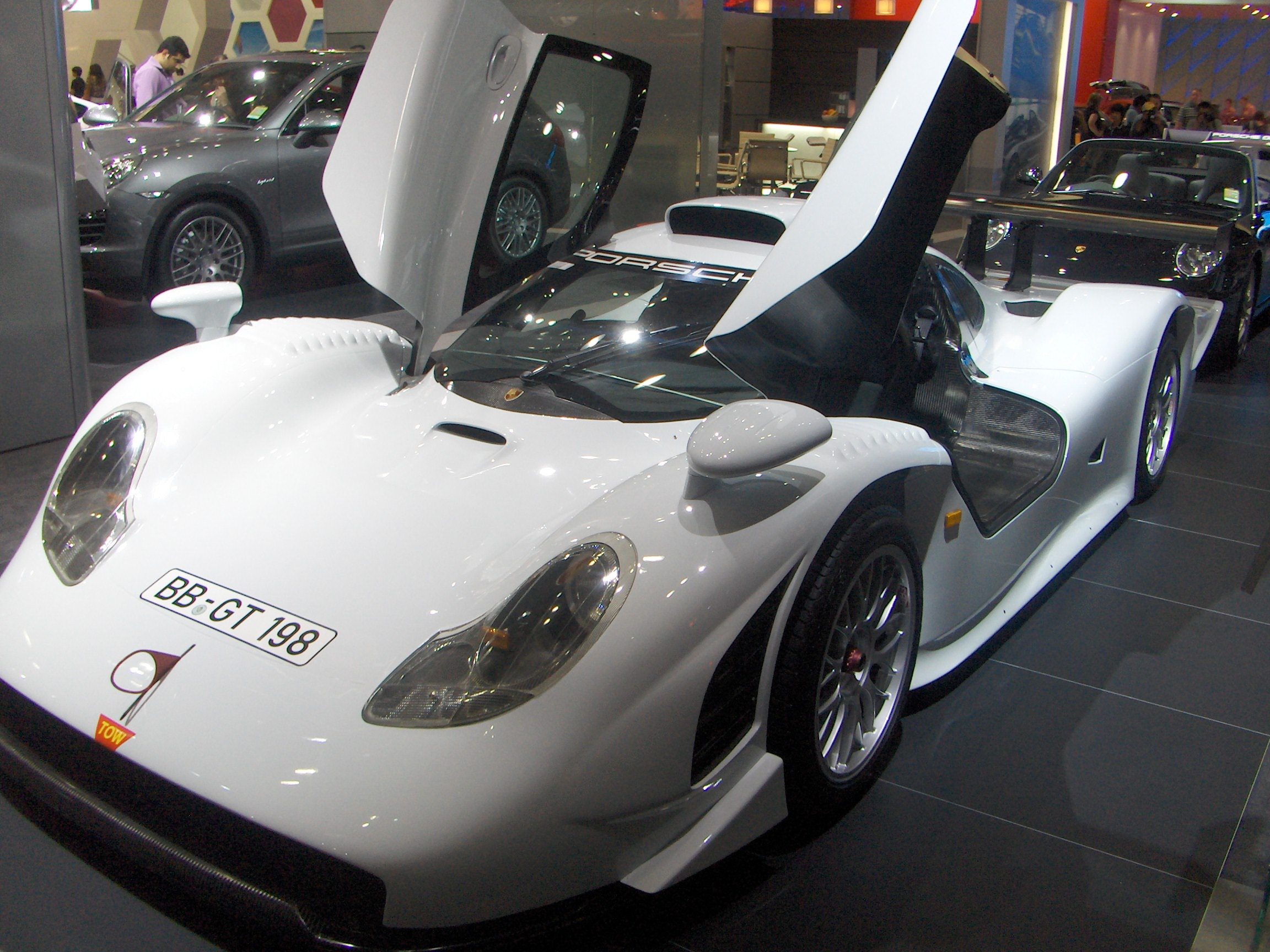
Porsche 911 GT1

Drzwi motylkowe – rodzaj drzwi samochodowych, które najczęściej pojawiają się w samochodach sportowych. Są podobne do drzwi nożycowych. Podczas gdy drzwi nożycowe poruszają się prosto w górę, drzwi motylkowe poruszają się w górę i na zewnątrz, ułatwia to wsiadanie i wysiadanie. Drzwi motylkowe po raz pierwszy pojawiły się w Alfa Romeo 33 Stradale z 1969 roku. Obecnie można je znaleźć w takich autach jak: McLaren F1, Toyota GT-One, Saleen S7 czy Enzo Ferrari.